# Anders Bratholm
Anders Bratholm (Oslo, 7 de enero de 1920 - 8 de julio de 2010) fue un profesor y académico legal noruego. 

## Biografía
Bratholm nació en Kristiania (ahora Oslo), Noruega. Sus padres fueron Johan Bernhard Bratholm (1893–1967) y Petra Marie Ratvik (1895–1971). Obtuvo su doctorado en 1958. Después de graduarse, fue juez antes de convertirse en compañero de estudios en la Universidad de Oslo. Fue profesor de jurisprudencia en la Universidad de Oslo desde 1960, un puesto que ocupó hasta su jubilación en 1990. Su campo legal fue principalmente el derecho penal, el cual enseñó en la universidad. 
Publicó Pågripelse og varetektsfengsel (1957) y numerosos otros libros. Fue editor en jefe del periódico Dagningen de 1945 a 1947, y de la revista Lov og Rett de 1962 a 1990. Fue miembro de la World Peace Foundation (Stiftelsen Fred) de 1986 a 1992 y miembro del Norwegian Helsinki Committee de 1990 a 1992.
Fue miembro de la Academia Noruega de Ciencias y Letras desde 1963 y fue condecorado como Caballero, Primera Clase de la Orden de San Olaf. Recibió el Fritt Ord Award en 1986.  Residió en Hosle y murió en Bærum en 2010.  